# Bernoullijeva lemniskata
Bernoullijeva lemniskata je ravninska krivulja, ki jo definirata dve dani točki {\displaystyle F_{1}\,} in {\displaystyle F_{2}\,}, imenovani gorišči. Točki sta na razdalji {\displaystyle 2a\,}, tako da je {\displaystyle PF_{1}\cdot PF_{2}=a^{2}\,}.
Imenuje se po švicarskem matematiku Jakobu Bernoulliju I. (1654 – 1705), ki jo je prvi opisal v letu 1694 kot modifikacijo elipse. 

## Enačbe Bernoullijeve lemniskate

### Polarni koordinatni sistem
Enačba Bernoullijeve lemniskate v polarnem koordinatnem sistemu je:
{\displaystyle r^{2}=2a^{2}\cos 2\theta \!\,.}

### Kartezični koordinatni sistem
V kartezičnem koordinatnem sistemu je enačba Bernoullijeve lemniskate:
{\displaystyle (x^{2}+y^{2})^{2}=2a^{2}(x^{2}-y^{2})\!\,.}

### Parametrična oblika enačbe
Parametrična oblika enačbe je:
{\displaystyle x={\frac {a{\sqrt {2}}\cos(t)}{\sin(t)^{2}+1}};\qquad y={\frac {a{\sqrt {2}}\cos(t)\sin(t)}{\sin(t)^{2}+1}}\!\,.}

### Bipolarna oblika enačbe
Bipolarna oblika enačbe za Bernoullijevo lemniskato je:
{\displaystyle rr'=a^{2}\!\,.}

## Odvodi

### Zay{\displaystyle y}kot funkcijox{\displaystyle x}
{\displaystyle {\frac {\mathrm {d} y}{\mathrm {d} x}}={\begin{cases}{\mbox{neomejeno}}&{\mbox{kadar je }}y=0{\mbox{ in }}x\neq 0\\\pm 1&{\mbox{kadar je }}y=0{\mbox{ in }}x=0\\{\frac {x(a^{2}-x^{2}-y^{2})}{y(a^{2}+x^{2}+y^{2})}}&{\mbox{kadar je }}y\neq 0\end{cases}}}
{\displaystyle {\frac {\mathrm {d} ^{2}y}{\mathrm {d} x^{2}}}={\begin{cases}{\mbox{neomejeno}}&{\mbox{kadar je }}y=0{\mbox{ and }}x\neq 0\\0&{\mbox{kadar je }}y=0{\mbox{ in }}x=0\\{\frac {3a^{6}(y^{2}-x^{2})}{y^{3}(a^{2}+2x^{2}+2y^{2})^{3}}}&{\mbox{kadar je }}y\neq 0\end{cases}}}

### Zax{\displaystyle x}kot funkcijoy{\displaystyle y}
{\displaystyle {\frac {\mathrm {d} x}{\mathrm {d} y}}={\begin{cases}{\mbox{neomejeno}}&{\mbox{kadar je }}2x^{2}+2y^{2}=a^{2}\\\pm 1&{\mbox{kadar je }}x=0{\mbox{ in }}y=0\\{\frac {y(a^{2}+2x^{2}+2y^{2})}{x(a^{2}-2x^{2}-2y^{2})}}&{\mbox{v ostalih primerih }}\end{cases}}}
{\displaystyle {\frac {\mathrm {d} ^{2}x}{\mathrm {d} y^{2}}}={\begin{cases}{\mbox{neomejeno}}&{\mbox{kadar je }}2x^{2}+2y^{2}=a^{2}\\0&{\mbox{kadar je }}x=0{\mbox{ in }}y=0\\{\frac {3a^{6}(x^{2}-y^{2})}{x^{3}(a^{2}-2x^{2}-2y^{2})^{3}}}&{\mbox{v ostalih primerih}}\end{cases}}}

## Ukrivljenost
Ko sta znana prva dva odvoda, ni težko določiti ukrivljenost Bernoullijeve lemniskate:
{\displaystyle \kappa =\pm 3(x^{2}+y^{2})^{1/2}a^{-2}\!\,,}
kjer je [[predznak]g izbran glede na smer gibanja vzdolž krivulje. Značilnost lemniskate je, da je velikost ukrivljenosti v vsaki njeni točki sorazmerna z razdaljo te točke od izhodišča.